# Ipodrom (métro de Kiev)
Ipodrom (ukrainien : Іподром) est une station de la ligne Obolonsko-Teremkivska (M2) du métro de Kiev. Elle est située dans le raïon de Holossiïv de la ville de Kiev en Ukraine.
Mise en service en 2010, elle est desservie par les rames de la ligne M2. Le service est arrêté ou perturbé depuis l'invasion de l'Ukraine par la Russie en 2022.

## Situation sur le réseau
Établie en souterrain, la station Ipodrom, est une station, de passage, de la Ligne Obolonsko-Teremkivska (M2) du métro de Kiev. Elle est située, entre la station Vystavkovyi tsentr, en direction du terminus nord Heroïv Dnipra, et la station Teremky, terminus sud.
Elle dispose d'un quai central encadré par les deux voies de la ligne.

## Histoire
La station Ipodrom est mise en service le 25 octobre 2012, lors de l'ouverture à l'exploitation du prolongement, de 1 km, de Vystavkovyi tsentr à Ipodrom. Elle n'est le terminus que durant une courte période puisque le prolongement suivant est ouvert le 6 novembre 2013. Elle est réalisée par les architectes A. T. Gneverev, T. Tselikovskaïa, E. Plachtchenko et A. Joukhnovski.

## Services aux voyageurs

### Accès et accueil
Un accès dispose d'ascenseurs pour les personnes à la mobilité réduite.

### Desserte
Ipodrom , est desservie par les rames de la ligne Obolonsko-Teremkivska (M2).

### Intermodalité
Elle dispose d'arrêts de transports en commun routiers desservis par des lignes de Bus, Trolley-bus et minibus.